# Гусейнов, Эльмар Сабир оглы
Эльмар Сабир оглы Гусейнов (азерб. Elmar Sabir oğlu Hüseynov; 17 июля 1967, Баку — 2 марта 2005, Баку) — азербайджанский журналист, основатель и главный редактор оппозиционного журнала «Монитор».

## Биография
Эльмар Гусейнов родился 17 июля 1967 года в Баку. В 1983 году окончил среднюю школу № 234 Азизбековского района Баку и в том же год поступил в Азербайджанский инженерно-строительный институт. С 1985 по 1987 год служил в рядах Советской армии.
Эльмар Гусейнов неоднократно получал различные премии, признавался лучшим журналистом, лучшим редактором. Против него неоднократно возбуждались уголовные дела, звучали угрозы, применялись судебные санкции, вплоть до тюремного заключения. Несмотря на предложения иностранных государств о предоставлении политического убежища, Эльмар Гусейнов остался в Азербайджане и продолжал свою профессиональную деятельность.

### Убийство
Вечером 2 марта 2005 года Эльмар Гусейнов был убит четырьмя выстрелами в подъезде дома в Баку, где он проживал со своей семьей. Убийство вызвало большой резонанс. В этом же году по подозрению в убийстве Гусейнова были объявлены в розыск два гражданина Грузии. Заказчика же, по утверждению следствия, установить можно будет только после поимки убийц.
У Эльмара Гусейнова остались жена и маленький сын. После смерти журналиста его супруга с малолетним сыном эмигрировала в Норвегию.
Убийство Эльмара Гусейнова так и осталось нераскрытым.